# Mỹ Lai-i mészárlás
A Mỹ Lai-i mészárlás (vagy Sơn Mỹ-i mészárlás, esetleg Song My-incidens) 1968. március 16-án történt a vietnámi háború során. Ezen a napon az amerikai katonák 500 civilt – főleg csecsemőket, gyerekeket, nőket és öregeket – mészároltak le a Sơn Mỹ nevű faluban.
A háború után csak egyetlen katonát vontak felelősségre, William Calley hadnagyot. Calley az ügyben lefolytatott tárgyalás során azt vallotta, hogy Ernest Medina százados utasította arra, hogy mindenkit öljenek meg a faluban. Calley-t 1969 szeptemberében bíróság elé állították, végül 1971-ben lefokozták, és életfogytiglani börtönbüntetésre ítélték. Többszöri fellebbezés után 1974-ben elnöki kegyelmet kapott.
A mészárlásban meghalt civilek emlékét ma emléktábla őrzi a helyszínen.
A Mỹ Laiban történt mészárlásról utóbb kiderült, hogy csak egy volt a sok közül: az amerikai katonák sok olyan kisebb-nagyobb gyilkosságot hajtottak végre az országban, amelyekről ma is alig tudnak. A Mỹ Lai-t megelőző hónapban szövetséges dél-koreai katonák Phong Nhị-ban, Phong Nhất-ban és Hà My-ban követtek el hasonló bűntetteket, amelynek során több mint kétszáz vietnámi civil halt meg. A koreaiak már ezt megelőzően is követtek el atrocitásokat, így például 1966 februárja és márciusa között több mint 1000 vietnámi civillel végeztek Bình An és Tây Vinh mellett.
A háború elhúzódása és a kéretlen amerikai jelenlét gyűlöletet ébresztett a vietnámiakban az amerikaiak iránt, de az amerikai katonák is gyűlölettel voltak telve, egyrészt mert az évek óta zajló háború túl ment az emberek tűrőképességének határán és a civilek között könnyen megbúvó ellenséggel hagyományos nyílt harcot nem tudtak folytatni az amerikaiak. Sokan ugyan a katonai és állami vezetést okolták, de dühüket rendszerint ártatlan vietnámiakon vezették le.

## Az események

### Előzmények
Az Americal Hadosztály, 11. gyalogsági dandár, 20. gyalogezred, 1. zászlóaljának, C százada 1967 decemberében érkezett Vietnámba. Érkezésük után egy hónapig nem kerültek összeütközésbe az északi csapatokkal.
1968 januárjában, a Tet-offenzíva alatt, az NFF (Dél-vietnámi Nemzeti Felszabadítási Front) zászlóaljnyi csapata megtámadta Quang Ngai tartományi fővárost. A támadást a várost védő dél-vietnámi kormányerők és amerikai csapatok visszaverték, és az amerikai hírszerszés úgy tudta, hogy az NFF csapatok Song My falu környékén szerveződtek újra. Az amerikaiak úgy sejtették, hogy innen fognak rájuk lecsapni. Song My falu gyakorlatilag négy különálló falu láncából állt, ezeket My Lai 1, 2, 3 és 4 névvel jelölték. A vérengzés a My Lai (4) jelű faluban történt.
Március 14-én a C század elvesztette egyik népszerű őrmesterét, és több katona megsérült egy rejtett bomba miatt. A század tagjai bosszúra vágytak.
A támadás napját megelőző este Frank Barker alezredes által tartott eligazításon a faluba induló amerikai csapatok parancsnokaival – így a C század parancsnokával, Ernest Medina századossal is – azt közölték, hogy a faluban élő civilek reggel a piacra mennek, így azok akik ott maradtak, vagy a Vietkong tagjai, vagy a Vietkong szimpatizánsai. A feladat: összecsapni és kiűzni az NFF egységeket a környékről, illetve elpusztítani a falut.
Az akcióban részt vevő csapat parancsnoki lánca:
- 11. Gyalogsági Dandár – parancsnok: Henderson ezredes
  - Task Force Barker – parancsnok: Barker alezredes
    - C század – parancsnok: Medina százados
      - 1. szakasz – parancsnok: Calley hadnagy
      - 2. szakasz – parancsnok: Brooks hadnagy
      - 3. szakasz – parancsnok: La Cross hadnagy

### A vérengzés napja

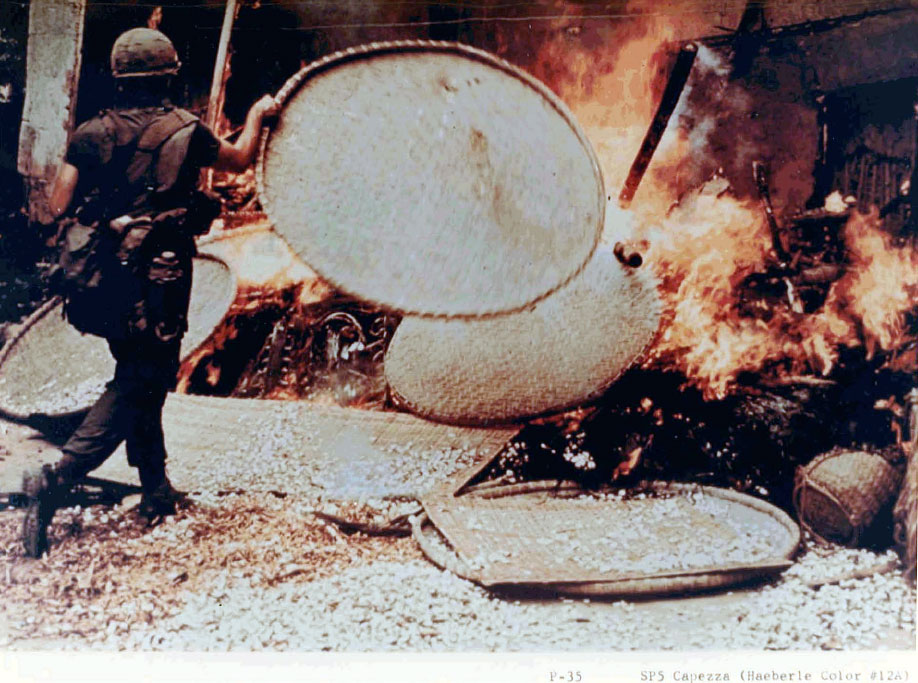
1968. március 16. Nicholas Capezza őrvezető tüzet rak (Fotó: Ronald L. Haeberle)

1968. március 16-án reggel 7:22-kor kilenc helikopter szállt fel, hogy a C század 1. és 2. szakaszát My Lai-ba szállítsa. A 3. szakasz jelentette a tartalékot, ők az alaptáborban maradtak egészen addig, amíg az 1. és a 2. szakasz nem biztosítja a terepet. Az akciót a terület felett helikopteren köröző Barker alezredes, és egy másik helikopteren utazó dandárparancsnok, Henderson ezredes követte figyelemmel.
A C század katonáit szállító helikopter My Lai-tól 130 méterre délre szállt le. A leszállási területet és környékét az érkezés előtt közvetlenül harci helikopterekkel támadták. 8 óra körül érkezett meg dél felől Calley hadnagy a faluba. Megkezdték a falu lakosainak kikérdezését, és a kunyhók átkutatását. Az első civilt ekkor ölték meg: egy katona hátba szúrta szuronnyal. A középkorú férfi testét egy kútba lökték, majd egy kézigránátot is utánadobtak. Tizenöt–húsz többnyire idős nő a falu temploma előtt imádkozott. Őket egyenként tarkón lőtték. Ezután körülbelül nyolcvan falubelit gyűjtöttek össze a falu főterén, majd nem sokkal később Calley hadnagy és Paul Meadlo közlegény tüzelni kezdett rájuk.

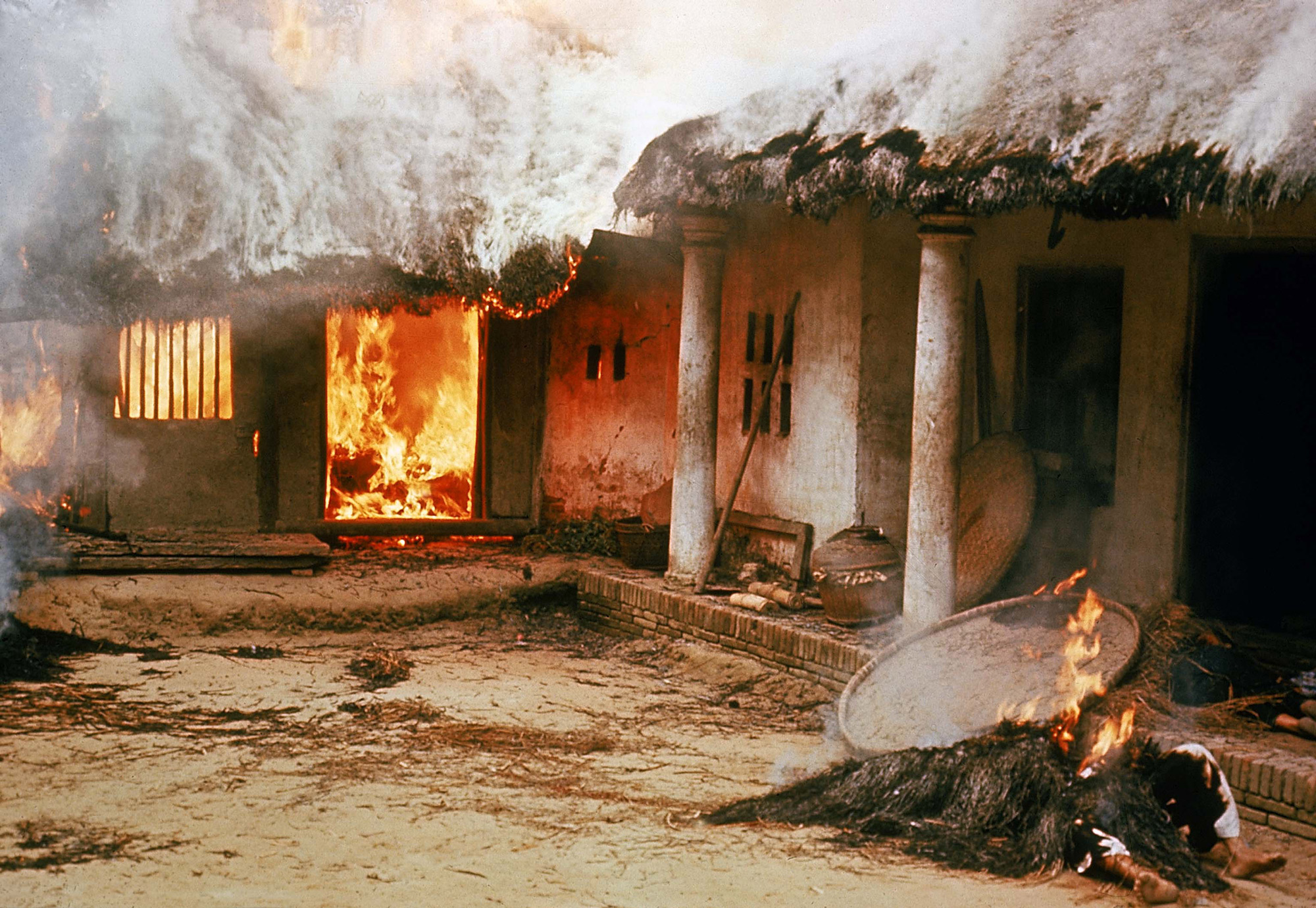
Felgyújtott épületek (Fotó: Ronald L. Haeberle)

Hugh Thompson helikopterpilóta 9 óra körül érkezett gépével a faluhoz, ahol látta az öldöklést. Látta, ahogyan Calley és emberei összeterelnek körülbelül 70 embert a falu keleti részén, és az ott húzódó mély árokba lökik őket. Ezután hárman vagy négyen lőni kezdtek az ott fekvő emberekbe. Többen tárat is cseréltek. Thompson ezután leszállt a Stephen Brooks hadnagy által vezetett 2. szakasz és egy csoport sebesült civil közé. Parancsot adott a fegyverkezelőinek, Lawrence Colburnnek és Glenn Andreottának, hogy lőjenek a katonákra, ha azok újra tüzelni kezdenek a civilekre. Két mentőhelikoptert rendelt rádión, és így több sérültet sikerült kimentenie.
Medina százados és a 3. szakasz körülbelül 10 órakor érkeztek a faluba. Velük tartott Ronald Haeberle katonai fotós is, aki számos képet készített az esetről és több gyilkosság szemtanúja is volt. 11-kor Medina százados elhagyta a falut, ekkorra véget ért a mészárlás. Délre teljesen megsemmisült a falu, az épületeket felrobbantották vagy felgyújtották, a kutakat megmérgezték, az állatokat leölték.

### Vizsgálat
A My Laiban történtekről szóló első jelentések katonai sikerről szóltak, amely során 128 ellenséges katonát öltek meg. A dandár parancsnoka, Oran Henderson alezredes vizsgálatot folytatott le, és jelentésében Medina százados állítására alapozva megállapította, hogy körülbelül 20 civil is áldozatul esett a katonai műveleteknek.
Ronald Ridenhour, a 22 éves katona több, a My Lai-i vérengzésben részt vevő katonatársától hallott az esetről. 1968 decemberében leszerelt, és 1969 márciusában levelet írt az esetről, amit elküldött Nixon elnöknek, a Pentagonnak, a Külügyminisztériumnak, a Kongresszus számos tagjának és a Vezérkarnak az üggyel kapcsolatban, melyben arra kérte a címzetteket, hogy vizsgálják ki a történteket. A levél kapcsán Morris Udall kongresszusi képviselő kitartóan szorgalmazta a vizsgálat lefolytatását. 1969. április végén William Westmoreland tábornok (a Vietnámban tevékenykedő amerikai haderő főparancsnoka) átadta az ügyet a Katonai Ügyészségnek. A következő hónapokban több katonát kihallgattak. Hamar kiderült, hogy bűncselekmény történt. 1969 júliusában Calley visszatért Vietnámba, hogy szembesíthessék Hugh Thompsonnal. Végül szeptember 5-én nyújtották be Calley ellen a vádiratot, többek között hatrendbeli szándékos emberölés bűntette miatt.
1969 novemberében nyilvánosságra került az ügy az amerikai sajtóban. Az esetről írt a Time és a Newsweek magazin, és riportban számolt be a CBS televíziócsatorna. A Life magazin tette közzé Haeberle sokkoló fényképeit.

### Peers vizsgálata
1969. november 26-án Westmoreland tábornok felkérte William Peers altábornagyot, hogy vizsgálja meg, mennyire voltak megfelelőek a My Lai esettel kapcsolatos eredeti kivizsgálások és intézkedések. Az Peers-vizsgálat jelentése 1970. március 17-én készült el. A vizsgálat megállapította:
- A civil áldozatok száma nem állapítható meg pontosan, de 175 és 400 közé tehető.
- A mészárlás a kiadott parancsok jellegéből adódóan következett be.
- A dandárban elnéző hozzáállás alakult ki a civilekkel való esetleges helytelen bánásmóddal kapcsolatban, ami nagyban hozzájárult a Son My faluban történtekhez.
- Az eset során civilek sérelmére egyénileg vagy csoportosan elkövetett gyilkosság, nemi erőszak, fajtalanság, csonkítás és bántalmazás történt.
- Néhányan kísérletet tettek a bűncselekmények megakadályozására, de ezek általában kevés sikerrel jártak.
- A vizsgálat nem talált bizonyítékot arra, hogy a részvevő egységek bármely tagja marihuána vagy egyéb drog hatása alatt lett volna.
- Az egység parancsnokainak minimális ismereteik voltak a civilek ellen elkövetett bűncselekmények mértékéről, és ezt az információt sem osztották meg feljebbvalóikkal.
- Thompson jelentést tett az esetről de ez egyáltalán nem vagy csak késve jutott el a hadosztály-parancsnokságig.
- Az egységgel tartó haditudósító és fotós szemtanúja volt a bűncselekményeknek, de nem tettek jelentést róla. A haditudósító félrevezető beszámolót készített az esetről. A fotós ráadásul visszatartotta a bizonyító erejű fényképeket.

### Hadbírósági tárgyalás
Calley ügyétől függetlenül további vizsgálatok folytak az ügyben. Az ügyben részt vevő legénységi állományú katonák többsége már leszerelt, így ellenük nem lehetett vádat emelni.
Medina százados ellen 102 rendbeli gyilkosság bűntettében emeltek vádat. A vád szerint Medina tudott a civilek módszeres megöléséről, mégsem tett ellene semmit. A vád gyenge lábakon állt, mivel az ügyész nem tudta kétséget kizáróan bizonyítani, hogy Medina mikor szerzett tudomást a történtekről és hogy tudott-e a civil áldozatok mértékéről. Az esküdtszék felmentette Medina századost.
William Calley hadnagy tárgyalása 1970. november 12-én kezdődött. A tárgyalás során tanúskodott Ronald Haeberle katonai fotós, aki az ügyész kérdéseire következőket mondta:
„Ott ültek abban a guggoló pózban. Először öt katona állt velük szemben. Észak felé néztek. Egyszer csak három katona jött oda. Aztán hallottam a sorozatlövéseket. Visszanéztem. Az egyik katona lőtt a fegyveréből. Az emberek felé lőtt. Néhányan megpróbáltak felállni és elfutni. De nem sikerült nekik, és a földre estek. Az egyik nő, emlékszem rá, felállt és megpróbált elmenekülni, elfutni, a kisgyermekével a kezében. De nem sikerült neki.”
A védő kérdéseire válaszolva azt mondta, hogy nem látta Calley hadnagyot a lövöldözés során. Arra a kérdésre, hogy miért nem szólt a feletteseinek, azt válaszolta, nem akarta ő elindítani a lavinát.
Robert Maples géppuskás viszont már Calley ellen vallott.
„Összefogdostuk az embereket. Bementünk a kunyhókba, összeszedtük és lelőttük őket. Egy nő jött oda hozzám és mutatta a karját, ahol meg volt lőve. Öreg volt. Azt nem tudom, mennyi idős lehetett. A srácok végiglökdösték az embereket az ösvényen, néhány nőt és gyereket. Átmentünk a falun. Ahhoz az üreghez, vagy vizesárokhoz vagy micsodához mentünk. Én Bergtholddal voltam. Calley ott volt az ároknál és megkérte Stanley-t, hogy fordítson neki. Közben mi is odaértünk. Emberek állftak az árok mentén. Calley és Meadlo pedig lőttek az emberekre. Lőttek az árokba. Láttam Meadlót, ahogyan az árokba lőtt.”
Maples elmondta még, hogy Calley utasította őt is, hogy lőjön az árokban fekvő emberekre, de ő ennek nem tett eleget.
Dennis Conti hasonlóan tanúskodott a bíróság előtt. Elmondta, hogy miután összetereltek néhány embert, Calley azt mondta nekik, hogy „tegyék amit kell”. Ezt ő úgy értette, hogy őriznie kell a foglyokat, azonban miután Calley visszatért, kérdőre vonta őt, hogy miért nem ölte meg azokat az embereket. Conti azt válaszolta, hogy nála gránátvető van, az ő feladata az erdő szélét figyelni. Ezután Calley és Meadlo lelőtte a civileket. Conti azt is vallotta továbbá, hogy megláttak 11 nőt és gyereket az erdő felé menekülni. Calley megparancsolta neki, hogy tüzeljen rájuk a gránátvetőjével, amit ő meg is tett.
Később Paul Meadlo is tanúskodott és hasonló történetet mesélt el, mint Maples és Conti. Azt vallotta, hogy Calley adta parancsba, hogy lőjön az emberekre a falu főterén és az árokparton is.
A védelem dr. Albert LaVerne New York-i pszichológus szakvéleményével állt elő, amely megállapította, hogy Calley gondolkodás nélkül teljesítette a parancsot, és közben nem vitatta annak jogszerűségét, bár tisztában volt a jó és a rossz közötti különbséggel. Az ő feladata az volt, hogy parancsot teljesítsen.
Calley 1971. február 21-én tanúskodott. Elmondta, hogy tartott attól, hogy ha megtagadja a parancsot, akkor hadbíróság elé kerül. Állítása szerint Medina százados előző este az eligazításon azt mondta neki, hogy a faluban nem lesznek civilek, csak az ellenség. Kijelentette: „akkor úgy éreztem, és most is úgy érzem, hogy azt tettem, amire utasítottak, végrehajtottam a parancsot, és nem érzem magam hibásnak, hogy így tettem”.
Medina ezzel ellentétes vallomást tett. Állítása szerint egyértelműen alárendeltjei tudomására hozta, hogy fegyvertelen civileket nem lehet megölni.
William Calley hadnagyot végül 1971-ben életfogytiglani börtönbüntetésre ítélték. Két nappal később Nixon elnök elrendelte, hogy házi őrizetben tölthesse büntetését. Három és fél év után szabadlábra helyezték.

## Galéria
Ronald L. Haeberle fényképei

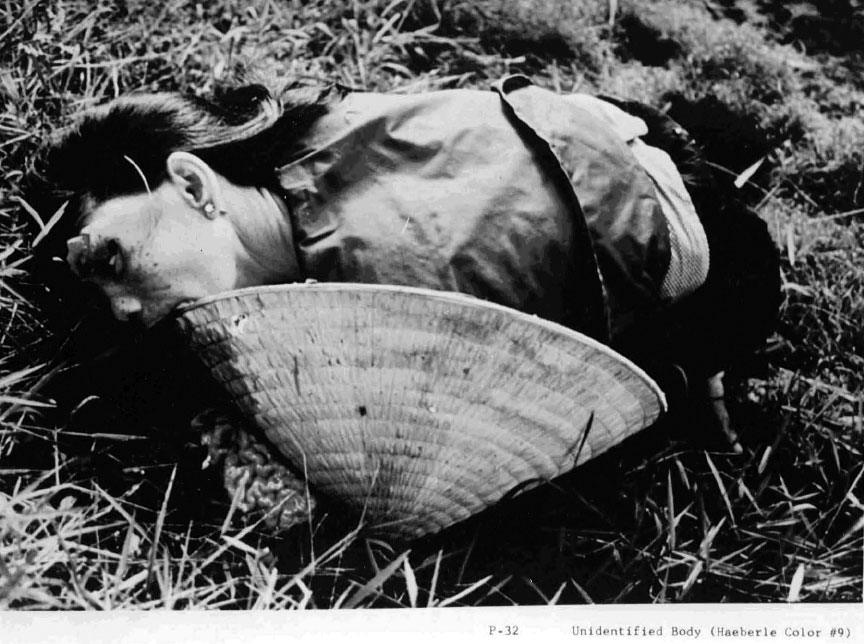
Azonosítatlan nő holtteste
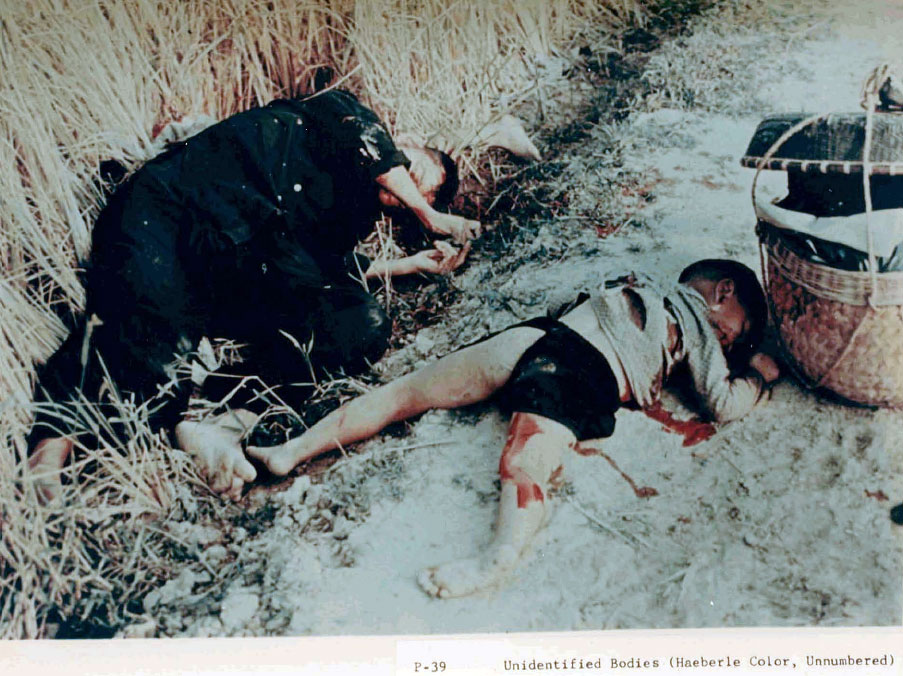
Azonosítatlan holttestek
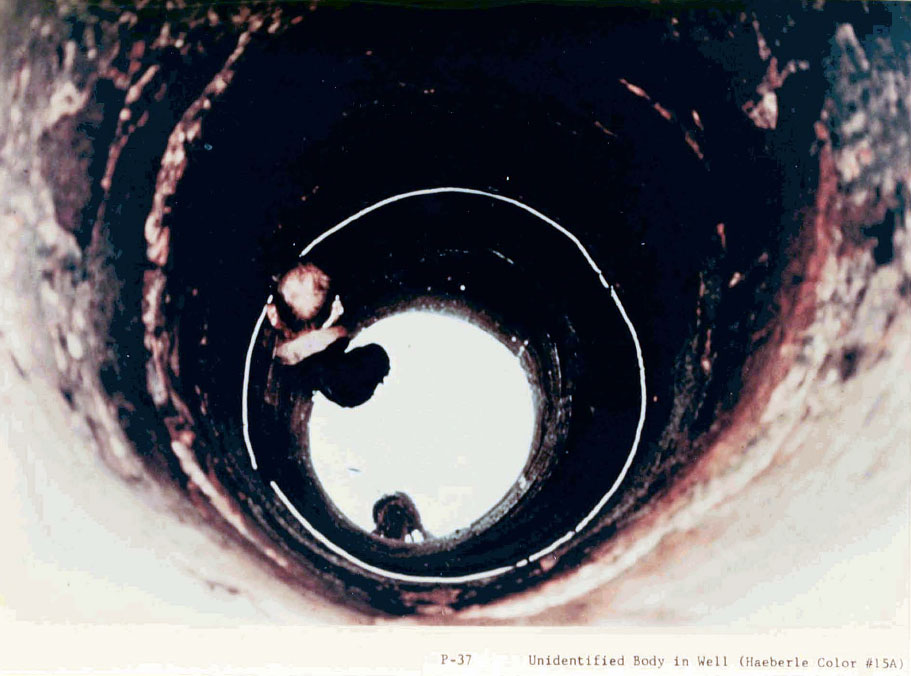
Azonosítatlan holttest egy kútban

### Magyarul
- Amerika egyik legsötétebb pillanata Index.hu, 2008. március 17.
- Negyven éve történt a My Lai-i vérengzés – honvedelem.hu
- My Lai, Vietnám: egy mészárlás krónikája. Történelem mindenkinek, 2009. április 26. (Hozzáférés: 2009. április 26.)

### Angolul
- Famous American Trials – The My Lai Courts-Martial
- Peers Inquiry – Report of the Department of the Army Review of the Preliminary Investigations into the My Lai Incident
- The My Lai Massacre – PBS Vietnam Online